# Tistronskär, Kimitoön
Tistronskär är en liten ögrupp i Finland. Den ligger i kommunen Kimitoön i den ekonomiska regionen  Åboland  och landskapet Egentliga Finland, i den södra delen av landet, 150 km väster om huvudstaden Helsingfors.
Terrängen på Tistronskär är mycket platt. Öns högsta punkt är 23 meter över havet. Den sträcker sig 1,1 kilometer i nord-sydlig riktning, och 0,9 kilometer i öst-västlig riktning. Arean är 0,63 kvadratkilometer.
Tistronskär består av Tistronskärs grunden, Södra Tistronskär, Västerlandet och Kyrkskär. De tre sistnämnda öarna är bebyggda med ett fritidshus vardera medan Tistronskärs grunden är obebyggda och en del av Skärgårdshavets nationalpark.